# Марк Менсон
Марк Менсон (нар. 1984) — письменник, блогер, підприємець. Автор книги Витончене мистецтво забивати на все (англ. The Subtle Art of Not Giving a F*ck). Він також є виконавчим директором і засновником Infinity Squared Media LLC.

## Біографія
Марк Менсон народився в Остіні, штат Техас, в Сполучених Штатах. Він переїхав до Бостона, і здобув освіту в Бостонському університеті за спеціальністю фінанси в 2007.
Марк Менсон розпочав вести свій перший блог в 2009 у ролі маркетингового каналу для його бізнесу, порад для побачень і згодом повністю віддався блогінгу, наслідуючи стиль життя «цифрового кочівника».

## Кар'єра блогера
Марк веде блог на сайті markmanson.net. Його аудиторія складала 400,000 відвідувачів щомісяця в 2014 і виросла до 2 млн в 2016. Він пише на теми, пов'язані з культурою, побаченнями й стосунками, життєвим вибором, психологією. За ствердженням самого Марка, він пише про 'невідстійні поради з персонального розвитку '
Статті Марка Менсона публікувалися і цитувалися в CNN, BBC News, Business Insider, Yahoo! News, Time,, The Huffington Post, та інших виданнях.

## Твори

### Витончене мистецтво забивати на все
Друга книга Марка Менсона, The Subtle Art of Not Giving a F*ck: A Counterintuitive Approach to Living a Good Life (укр. Витончене мистецтво забивати на все. Нестандартний підхід до проблем), було опублікована в HarperOne, відділенні  HarperCollins Publishers, і побачила світ 13 вересня, 2016.. Українською мовою книгу було перекладено та опубліковано у 2018 році видавництвом «Наш формат».
Ця книга є реакцією на індустрію саморозвитку, яку Марк бачить як культуру бездумного позитиву, що не має практичного змісту для більшості людей. Менсон посилається на свій власний досвід, ілюструючи що боротьба в житті часто додає йому змісту, і протиставляє це постійному намаганню бути щасливим.
Стиль і підхід Менсона до написання дехто окреслює як протилежність до загальної індустрії саморозвитку і самопомочі, за використання різкої чесності і ненормативної лексики для висловлення своїх ідей.
Книга дебютувала в New York Times Bestseller List на 6 позиції в розділі How-to and Miscellaneous  2 жовтня 2016. та в Washington Post's Bestseller List і на  9 позиції в розділі the Non-fiction/General category 25 вересня 2016, а також в Toronto Star List на першій позиції в категорії Саморозвиток 23 вересня 2016. В 2017, вона увійшла до бестселлерів Barnes & Noble, як #4 серед бестселлерів Amazon., і стала #9 бестселлером в Канаді.

### Усе замахало. Але надія є
Третя книга Марка Менсона була опублікована у травні 2019, як і попередня, дебютувала на першому місці серед бестселлерів New York Times .
У новій книжці Мapк Мeнcoн аналізує наше ставлення до грошей, політики, розваг, інтернету. З гумором, відчайдушністю тa ерудицією Мeнcoн спростовує стереотипні уявлення про щастя, свободу i навіть надію. Мeнcoн закликає нарешті бути чеснішим із собою тa cвiтoм.
Українською перекладено та опубліковано у 2019 році видавництвом «Наш формат».

## Зноски
1. ↑  https://www.babelio.com/auteur/-/317920
2. ↑  Чеська національна авторитетна база даних
3. ↑  Library of Congress Library of Congress Name Authority File
4. ↑  Hoffman R. LinkedIn — 2003.
5. 1 2 3  Schwabel, Dan. Mark Manson: Why Personal Relationships Are More Important Than Career Goals. Forbes. Архів оригіналу за 21 жовтня 2016. Процитовано 6 жовтня 2016.
6. 1 2 3  Vongkiatkajorn, Kanyakrit. Stop Trying to Feel Awesome All the Time, Says Millennial Whisperer. Mother Jones. Архів оригіналу за 28 серпня 2018. Процитовано 6 жовтня 2016.
7. ↑  Park, Michael. Case Study: How Mark Manson Makes Money. Career Hack. Архів оригіналу за січень 2, 2017. Процитовано 6 жовтня 2016.
8. ↑  About Mark Manson. MarkManson.net. Архів оригіналу за 27 лютого 2021. Процитовано 6 жовтня 2016.
9. ↑  CNN Travel Author Page: Mark Manson. CNN. Архів оригіналу за 9 листопада 2016. Процитовано 6 жовтня 2016.
10. ↑  Saragosa, Manuela. How to be mediocre and be happy with yourself. BBC News. Архів оригіналу за 9 листопада 2016. Процитовано 6 жовтня 2016.
11. ↑  Business Insider. Business Insider. Архів оригіналу за 9 листопада 2016. Процитовано 6 жовтня 2016.
12. ↑  Time Magazine Author Page: Mark Manson. TIME. Архів оригіналу за 16 вересня 2016. Процитовано 6 жовтня 2016.
13. ↑  Huffington Post Author Page: Mark Manson. Huffington Post. Архів оригіналу за 25 вересня 2016. Процитовано 6 жовтня 2016.
14. ↑  The Subtle Art of Not Giving a F*ck. HarperCollins Publishers. Архів оригіналу за 11 жовтня 2016. Процитовано 6 жовтня 2016.
15. ↑  Franklyn, Tree. The Subtle Art of Not Giving a F*ck – A Book Review. Huffington Post. Архів оригіналу за 21 вересня 2016. Процитовано 6 жовтня 2016.
16. 1 2  Pushkar, Katherine. The last f—king self-help book you'll ever buy. NY Daily News. Архів оригіналу за 5 жовтня 2016. Процитовано 6 жовтня 2016.
17. ↑  Rivera, Erica. Interview: Mark Manson on "The Subtle Art of Not Giving A F*ck". Crave. Архів оригіналу за жовтня 7, 2016. Процитовано 6 жовтня 2016.
18. 1 2  The New York Times Best Seller List: Advice, How-to and Miscellaneous. Week of Oct 3, 2016. New York Times. Архів оригіналу за 2 липня 2018. Процитовано 6 жовтня 2016.
19. ↑  The Washington Post Best Seller List. Week of September 25, 2016. Washington Post. Архів оригіналу за 6 жовтня 2016. Процитовано 6 жовтня 2016.
20. ↑  Toronto Star Bestsellers. Toronto Star. Архів оригіналу за 23 вересня 2016. Процитовано 6 жовтня 2016.
21. ↑  Fast Company: Barnes & Noble’s best-selling books of 2017 are just so 2017. Архів оригіналу за 20 лютого 2018. Процитовано 19 лютого 2018.
22. ↑  Amazon Best Sellers of 2017. Архів оригіналу за 27 січня 2017. Процитовано 19 лютого 2018.
23. ↑  Here are the bestselling books in Canada of 2017. Архів оригіналу за 28 лютого 2018. Процитовано 19 лютого 2018.